# Heinrich Karl Hofmann
Heinrich Karl Georg Hofmann (* 31. März 1795 in Neckarsteinach; † 9. Dezember 1845 in Darmstadt) war ein deutscher Politiker und Advokat in Darmstadt. Er war einer der führenden Köpfe in der Bewegung, die schließlich am Ende des Jahres 1820 zur Verfassung des Großherzogtums Hessen führte.

## Familie
Heinrich Karl Hofmann war der Sohn von Johann Michael Hofmann (1758–1826), Syndicus und Hofkammerrat, und Franziska Johanna, geborene Gerster (1774–1830). Die Familie war römisch-katholisch. Heinrich Karl Hofmann heiratete am 8. Juni 1823 in Neckarsteinach Sophie Volhard (* 2. November 1798 in Darmstadt; † 17. Januar 1834 oder 1854 in Darmstadt). Sie war evangelisch. Aus der Ehe gingen hervor:
- Heinrich Ferdinand Hofmann (1824–1911), Kunstmaler, Professor der Dresdner Akademie, verheiratet 1859 mit Elisabeth Werner,
- Karl Hofmann (1827–1910), Ministerpräsident des Großherzogtums Hessen, Staatssekretär des Reichsamts des Innern und Leiter des Reichsamtes für Elsaß-Lothringen, geadelt 1882,
- Ludwig Hofmann, (1830–1857), Regierungsakzessist
- Wilhelm Hofmann (1831–1914), Ingenieur,
- Arnold Hofmann (1833–1912), Oberst, Badekommissar in Bad Nauheim, geadelt 1896.

## Leben

### Ausbildung
Heinrich Karl Hofmann begann seine schulische Ausbildung in Worms, wo sein Vater als Hofkammerrat und Fiskal arbeitete. Nach der Säkularisierung im Jahr 1803 wechselte sein Vater in den hessischen Dienst. Er zog mit seiner Familie nach Darmstadt um und besuchte ab März 1806 dort das Gymnasium. Nach seinem Schulabschluss im Herbst 1812 studierte er Rechtswissenschaft an den Universitäten Gießen und Heidelberg (1814/1815). In Gießen hörte er damals auch bei dem am Naturrecht orientierten Karl Ludwig Wilhelm von Grolman. Während seines Studiums wurde er 1814 Mitglied der Burschenschaft Teutonia Heidelberg.

### Berufliche Tätigkeit
Nach Abschluss des Studiums war er ab 1816 zunächst Akzessist, ab 1817 Advokat am Hofgericht Darmstadt.

### Wirken in der Verfassungsbewegung
Er gehörte zu einer Gruppe von jungen Akademikern, darunter viele Juristen, die in den Befreiungskriegen gegen Napoleon und für einen deutschen Nationalstaat gekämpft hatten. Viele kannten sich schon vom Darmstädter Gymnasium oder von den Universitäten Gießen und Heidelberg. Bezeichnet wurde die Gruppe als „Darmstädter Schwarze“, wie die Gießener Schwarzen. Viele waren auch Burschenschafter. Ziel der Gruppe war zunächst eine Vereinigung Deutschlands unter einer Repräsentativverfassung. Als sich dieses Ziel als zu hoch gegriffen erwies, konzentrierten sie sich darauf, eine Verfassung für das Großherzogtum Hessen zu fordern. Dessen Regierung hatte zwar am 10. November 1817 angekündigt, dass sie eine Verfassung erlassen wolle. Die „Darmstädter Schwarzen“ strebten aber eine ausgehandelte Verfassung an. Die Gruppe organisierte eine Unterschriftsaktion und startete eine Flugschriftkampagne, um die Regierung weiter unter Druck zu halten. Aus dieser Zeit stammt die Flugschrift von Heinrich Karl Hofmann: Ein jegliches Reich, so es mit ihm selbst uneins wird, das wird wüste.
Am 14. Februar 1819 führten die „Schwarzen“ eine Deputiertenversammlung in Zwingenberg durch. Dort wurde ein ständiger Ausschuss eingerichtet. Unter Führung von Heinrich Karl Hofmann entstand eine Denkschrift, die von vier Mitgliedern des in Zwingenberg gewählten Ausschusses unter Führung des Michelstädter Schultheißen, Georg Heinrich Bogen, am 20. Februar 1819 dem Großherzog überreicht werden konnte. In den Tagen danach ließ der Großherzog verkünden, dass er im Mai 1820 eine Verfassung einführen werde. Dies wurde allerdings in der Öffentlichkeit negativ aufgenommen, weil der Großherzog die Verfassung oktroyieren wollte. Der Mord an dem Dramatiker und russischen Generalkonsul August von Kotzebue am 23. März 1819 in Mannheim ließ die Kräfte der Reaktion obsiegen, was am 20. September 1819 in den Karlsbader Beschlüssen gipfelte. Am 8. April 1819 verbot die Regierung alle weiteren Versammlungen. Die „Darmstädter Schwarzen“ ignorierten das Versammlungsverbot, der Ausschuss traf sich weiterhin und organisierte eine Kampagne zur Steuerverweigerung. Systematisch wurden im ganzen Land Bitt- und Beschwerdeschriften erstellt. Einer der Aktivsten war Heinrich Karl Hofmann. Die Steuerrückstände aus den betroffenen Provinzen Oberhessen und Starkenburg beliefen sich Ende Oktober 1819 auf 2 Mio. Gulden. Die Regierung ging gegen die Steuerverweigerer militärisch vor und erließ im September 1819 Haftbefehle gegen die führenden Köpfe der Bewegung, darunter auch Heinrich Karl Hofmann. Im Odenwald kam es zu Kampfhandlungen zwischen Militär und Aufständischen. Heinrich Karl Hofmann stellte sich schließlich freiwillig. Er blieb bis zum 16. Mai 1820 in Haft. Letztendlich kam es zu keinem Strafprozess: Der Präsident des Hofgerichts Darmstadt, Ludwig Minnigerode, beharrte auf seiner richterlichen Unabhängigkeit und erklärte die seitens der Regierung vorgelegten Polizeiberichte als unzureichende Beweise, um die Verhafteten strafrechtlich belangen zu können. Die Angelegenheit war durch die dann im Dezember 1820 erlassene Verfassung auch politisch überholt.
Im Laufe des Jahres 1820 gab die Regierung schrittweise nach: Im März 1820 wurde eine erste (oktroyierte) Verfassung erlassen. Die auf dieser Basis gewählten Landstände erreichten dann am Jahresende die angestrebte, mit der Regierung ausgehandelte Verfassung, die der Großherzog am 17. Dezember 1820 unterzeichnete und die am 22. Dezember 1820 verkündet wurde.

### Hochverratsprozess
Heinrich Karl Hofmann hielt bis zu seinem Lebensende – im Gegensatz zu vielen Mitstreitern, die im Laufe der Zeit pragmatischer wurden – an den Idealen der „Schwarzen“ fest. Am 20. August 1824 wurde er unter dem Verdacht einer „hochverräterischen Verschwörung gegen sämtliche Souveräne des gesamten Deutschen Bundes“ verhaftet. Veranlasst war dies durch die Mainzer Zentraluntersuchungskommission. Die Untersuchung führte in Hessen das zuständige Hofgericht Darmstadt. Preußen übte nun politischen Druck auf das Großherzogtum Hessen aus, Heinrich Karl Hofmann auszuliefern, um ihn vor der eigenen Immediat-Untersuchungskommission zu vernehmen. An der Jahreswende zu 1825 gab das Hofgericht Darmstadt dem preußischen Auslieferungsersuchen statt. Preußen hatte zugesagt, Hofmann nach dem Verhör wieder an die hessischen Behörden zurück zu überstellen. Die Verhöre fanden in Köpenick zwischen dem 25. Februar und Juni 1825 statt. Hofmann bestritt alles, die Verhöre brachten keinerlei Aufklärung über die vermutete „Verschwörung“ und waren aus staatlicher Sicht ein kompletter Misserfolg. Am 15. Juni 1825 beantragte der Darmstädter Vertreter in dem Verfahren, Hofgerichtsrat Friedrich Schenck, daraufhin die Rückführung Hofmanns nach Darmstadt. Nun entbrannte ein Streit zwischen der preußischen Regierung, die das gesamte Verfahren an preußische Behörden und Gerichte ziehen wollte, und der Regierung des Großherzogtums, die auf ihrer staatlichen Souveränität bestand. Das gipfelte in einem Eklat zwischen dem preußischen Innenminister Friedrich von Schuckmann und dem Darmstädter Hofgerichtsrat Friedrich Schenck bei dem beide Herren die diplomatisch erforderliche Contenance verloren. Das führte dazu, dass die Verhandlungen nun zwischen dem großherzoglichen Außenminister Karl du Thil und dessen Gesandten am preußischen Hof einerseits und dem preußischen Außenminister, Christian Günther von Bernstorff, andererseits geführt wurden. Preußen versuchte in der Sache Österreich zu involvieren. Metternich zögerte aber, denn er erwartete massiven Widerstand aller kleinen und mittleren Staaten gegen das Vorgehen Preußens, sollte die Sache offiziell beim Deutschen Bund zur Sprache kommen. Der Austausch diplomatischer Noten zog sich monatelang hin und erst am 20. April 1826 gab Preußen nach und schickte Hofmann am 29. April 1826 nach Darmstadt zurück. Dort befand er sich noch bis Oktober in Haft und wurde dann „vorläufig“ entlassen. Erst 1831 wurde er dann vom Hofgericht – bei einem Stimmenverhältnis von 13:1 – freigesprochen.

## Wissenswert
Im Umfeld der „Darmstädter Schwarzen“ gab es – außer Heinrich Karl Hofmann – mehrere Aktivisten mit gleichem oder ähnlichem Familiennamen:
- Karl Hoffmann, Justizrat aus Rödelheim[27],
- Wilhelm Hoffmann (1789–1863), ebenfalls Hofgerichtsadvokat in Darmstadt („Hofmann III“, später „I“[Anm. 3]), 1826 und 1832 in die Landstände gewählt.[27] und
- Karl Hofmann (1792–1852), ebenfalls Hofgerichtsadvokat in Darmstadt („Hofmann V“)[28].

## Veröffentlichungen
- Beschwerden des Fürstentums Starkenburg.[29]
- Versuche in Bearbeitung des römischen Rechts. Leske, Darmstadt o. J.
- Ein jegliches Reich, so es mit ihm selbst uneins wird, das wird wüste. Matthäus, am 12,25. o. O. 1817.
- Teutsche Volks-Geschichten aus dem ersten Jahrhundert vor und nach Christi unsres Heilands Geburt. Mohr und Winter, Heidelberg 1821.
- Übersicht der Geschichte des Großherzogtums Hessen und bei Rhein. Heyer, Darmstadt 1828.
- Ueber den Einfluß allgemeiner Pfandrechte auf die einzelnen Sachen des Schuldners. Leske, Darmstadt 1830.
- Beiträge zur Erörterung vaterländischer Angelegenheiten. Leske, Darmstadt 1831.
- Hrsg.[30]: Der Beobachter in Hessen bei Rhein. Darmstadt, 3. April 1832 bis 8. November 1833.
  - Darin die Serie: Erläuterungen der Verfassungsurkunde.